# Кук (округ, Іллінойс)
Шаблон:StateAbbr_ 41°48′00″ пн. ш. 87°43′00″ зх. д. / 41.8° пн. ш. 87.716666666667° зх. д.
Округ Кук (англ. Cook County) — округ (графство) у штаті Іллінойс, США. Ідентифікатор округу 17031.

## Історія
Округ утворений 1831 року.

## Демографія
За даними перепису
2000 року
загальне населення округу становило 5376741 осіб, зокрема міського населення було 5372243, а сільського — 4498.
Серед мешканців округу чоловіків було 2603532, а жінок — 2773209. В окрузі було 1974181 домогосподарство, 1269592 родин, які мешкали в 2096121 будинках.
Середній розмір родини становив 3,38.
Віковий розподіл населення поданий у таблиці:
| Стать    | До 15 років | 15-21  | 22-29  | 30-39  | 40-49  | 50-65  | 65-85  | Понад 85 |
| -------- | ----------- | ------ | ------ | ------ | ------ | ------ | ------ | -------- |
| Чоловіки | 599650      | 262226 | 341846 | 425486 | 373597 | 351854 | 227566 | 21307    |
| Жінки    | 575648      | 250503 | 343286 | 425905 | 396259 | 400216 | 326179 | 55213    |

## Українська мова
Влада округу Кук офіційно використовує українську мову у своїй діяльності.

## Суміжні округи
- Лейк — північ
- Беррієн, Мічиган — схід
- Лейк, Індіана — південний схід
- Вілл — південь
- Дюпаж — захід
- Кейн — захід
- Макгенрі — північний захід

## Виноски
1. ↑  U.S. Decennial Census. United States Census Bureau. Архів оригіналу за 26 квітня 2015. Процитовано 4 липня 2014.
2. ↑  Historical Census Browser. University of Virginia Library. Архів оригіналу за 16 серпня 2012. Процитовано 4 липня 2014.
3. ↑  Population of Counties by Decennial Census: 1900 to 1990. United States Census Bureau. Архів оригіналу за 24 квітня 2014. Процитовано 4 липня 2014.
4. ↑  Census 2000 PHC-T-4. Ranking Tables for Counties: 1990 and 2000 (PDF). United States Census Bureau. Архів оригіналу (PDF) за 18 грудня 2014. Процитовано 4 липня 2014.
5. ↑  State & County QuickFacts. United States Census Bureau. Архів оригіналу за 9 липня 2011. Процитовано 20 січня 2016.
6. ↑  American FactFinder. Бюро перепису населення США. Архів оригіналу за 29 липня 2011. Процитовано 31 січня 2008.
7. ↑  У США влада округу Кук офіційно використовує українську мову у своїй діяльності - Новини - Український тиждень, Тиждень.ua. tyzhden.ua. Архів оригіналу за 19 травня 2017. Процитовано 6 травня 2017.

| США | Це незавершена стаття з географії США. Ви можете допомогти проєкту, виправивши або дописавши її. |